# فيليبالد الكسيس
فيليبالد الكسيس (بالألمانية: Willibald Alexis )‏ (و. 1798 – 1871 م) هو شاعر، وكاتب، وشاعر قانوني ‏، وصحفي ألماني، ولد في فروتسواف، توفي في آرنشتات، عن عمر يناهز 73 عاماً.

## التعليم
تعلم في جامعة هومبولت في برلين، وجامعة فروتسواف.

## وصلات خارجية
- فيليبالد الكسيس على موقع IMDb (الإنجليزية)
- فيليبالد الكسيس على موقع الموسوعة البريطانية (الإنجليزية)
- فيليبالد الكسيس على موقع ميوزك برينز (الإنجليزية)
- فيليبالد الكسيس على موقع ديسكوغز (الإنجليزية)
- فيليبالد الكسيس على موقع قاعدة بيانات الفيلم (الإنجليزية)

- فيليبالد الكسيس في قاعدة بيانات الأفلام على الإنترنت